# Звягино (Чулковська сільрада
Звягино (рос. Звягино) — присілок в Вачському районі Нижньогородської області Російської Федерації.
Населення становить 21 особу. Входить до складу муніципального утворення Чулковська сільрада.

## Історія
Від 2009 року входить до складу муніципального утворення Чулковська сільрада.

## Населення
| 1859 | 1905 | 1926 | 1999 | 2002 | 2010 |
| ---- | ---- | ---- | ---- | ---- | ---- |
| 113  | ↗135 | ↗154 | ↘29  | ↘22  | ↘21  |